# La Junta, Colorado
För andra betydelser, se La Junta (olika betydelser).
La Junta är en stad (city) i Otero County, i delstaten Colorado, USA. Enligt United States Census Bureau har staden en folkmängd på 7 089 invånare (2011) och en landarea på 7,8 km². La Junta är huvudort i Otero County.